# 1981年鐵路
此條目列出1981年發生有關鐵路運輸的事件。

## 事件

### 1月
- 1月11日：阿里山森林鐵路阿里山車站啟用。

### 2月
- 2月5日：神戶新交通港灣人工島線通車。
- 2月26日：一列TGV東南列車打破了世界上最快的鐵路列車紀錄，高達380公里/小時[1]。

### 3月
- 3月1日：長野電鐵部分路段地下化。
- 3月7日：埃里溫地鐵通車。
- 3月16日：大阪市交通局南港港城線通車，來往中埠頭站至住之江公園站。
- 3月27日：營團地下鐵（現為東京地下鐵）東西線加設南行德站。

### 4月
- 4月1日：福井鐵道南越線（日语：福井鉄道南越線）停運。
- 4月26日：美鐵與維亞鐵路引入了楓葉號列車來往紐約市和多倫多。
- 4月27日：新的複線筆架山隧道通車，九廣鐵路英段（現為東鐵綫）九龍車站（現為紅磡站）至沙田車站開始複線運行。

### 5月
- 5月25日：卡加利輕鐵通車。
- 5月29日：京都市營地下鐵烏丸線通車，來往北大路站至京都站。

### 7月
- 7月10日：列寧格勒地鐵莫斯科－彼得格勒線由洛蒙諾索夫站延長至奧布霍沃站。
- 7月19日：聖迭戈有軌電車藍線通車。
- 7月26日：福岡市地下鐵1號線通車，來往室見站至天神站。
- 7月26日：聖迭戈有軌電車啟用，成為美國第一條「第二代」輕鐵系統。

### 8月
- 8月29日：墨西哥城地鐵4號線通車。

### 9月
- 9月7日：蒙特利爾地鐵橙線由聖昂利廣場站延長至斯諾登站。
- 9月15日：北京地鐵一期工程正式交付驗收，由北京地下鐵道公司營運。
- 9月27日：法國高速鐵路東南線通車，成為第一條通車的法國高速鐵路線[1]。

### 10月
- 10月1日：石勝線通車。
- 10月25日：美鐵引入一趟無名通宵列車來往洛杉磯至薩克拉門托。這趟列車後來命名為「加利福尼亞精神號（英语：Spirit of California）」。
- 10月31日：倫敦地鐵中央線關閉布萊克廳站（英语：Blake Hall tube station）。

### 11月
- 11月27日：名古屋市營地下鐵鶴舞線由伏見站延長至淨心站。

### 12月
- 12月2日：大阪市營地下鐵千日前線由新深江站延長至南巽站。
- 12月19日：墨西哥城地鐵5號線通車。
- 12月19日：基輔地鐵庫雷尼夫卡-紅軍線由十月革命廣場站延長至共和國人球場站。
- 12月23日：京釜線永登浦站至水原站完成複複線。
- 12月30日：布達佩斯地鐵3號線由戴阿克·費倫茨廣場站延長至勒海爾廣場站（英语：Lehel tér (Budapest Metro)）。